# 249년

## 연호
- 위(魏) 정시(正始) 10년 / 가평(嘉平) 원년
- 촉(蜀) 연희(延熙) 12년
- 오(吳) 적오(赤烏) 12년

## 기년
- 위(魏) 소제(少帝) 10년
- 촉(蜀) 후주(後主) 27년
- 오(吳) 대제(大帝) 28년
- 신라(新羅) 첨해 이사금(沾解泥師今) 3년
- 고구려(高句麗) 중천왕(中川王) 2년
- 백제(百濟) 고이왕(古爾王) 16년

## 사건
- 고평릉의 변
- 음력 4월, 왜인이 신라의 서불한 우로를 죽였다.
- 음력 7월, 신라, 궁 남쪽에 남당(南堂)(또는 도당(都堂))을 짓고, 양부(良夫)를 이찬으로 삼았다.

## 탄생
사마의의 아들 사마륜

## 사망
- 조위의 정치가 조상

## 참고 문헌
- 김부식 (1145). 〈권02 첨해 이사금 條〉. 《삼국사기》.